# Nebojša Vučinić
Nebojša Vučinić (* 17. Oktober 1953 in Cetinje, Jugoslawien) ist ein montenegrinischer Jurist und ehemaliger Richter am Europäischen Gerichtshof für Menschenrechte.

## Leben und Wirken
Vučinić studierte Rechtswissenschaften und erwarb 1976 seinen Abschluss an der Universität von Titograd. 1980 erwarb er den Master in internationalem öffentlichem Recht an der Universität Belgrad. Dort promovierte er im internationalen öffentlichen Recht und dem Recht der internationalen Beziehungen zum Dr. iur. 1980/81 war er während seines Wehrdienstes als Strafverteidiger am erstinstanzlichen Militärgerichtshof in Belgrad tätig. Nach seinem Abschluss war er an der Universität Montenegro zunächst als wissenschaftlicher Mitarbeiter, später als Assistenzprofessor und zuletzt als ordentlicher Professor für internationales Recht, Menschenrechte und Umweltrecht tätig. Seit 2000 leitet er die Universität als deren Direktor. Zudem hat er zahlreiche Werke zum internationalen Recht verfasst, die Eingang in die Lehre in Montenegro gefunden haben.
2008 wurde er als erster Vertreter von Montenegro zum Richter am Europäischen Gerichtshof für Menschenrechte gewählt. Seine Amtszeit endete 2018; seine Nachfolgerin wurde Ivana Jelić.